# Rhynchochalcis brevicornuta
Rhynchochalcis brevicornuta är en stekelart som först beskrevs av Embrik Strand 1911.  Rhynchochalcis brevicornuta ingår i släktet Rhynchochalcis och familjen bredlårsteklar. Inga underarter finns listade i Catalogue of Life.